# Mykines
Mykines és l'illa més occidental de les 18 que conformen l'arxipèlag de les Fèroe. Té una superfície de 9.6 km² i una població de 16 habitants (2021) que es concentra en l'única localitat de l'illa anomenada també Mykines.

## Geografia
A la part oriental de l'illa hi ha dues valls anomenades Borgardalur i Kálvadalur. Al costat septentrional es troba la vall de Korkadalur, on hi ha unes grans columnes de basalt anomenades steinskógurin, "el bosc de pedra". El punt més alt de l'illa és el Knúkur de 560 metres d'altura. Des del seu cim el paisatge va baixant suaument vers l'oest, os es troba el poble de Mykines.
A l'oest de Mykines hi ha l'illot de Mykineshólmur, d'1 km de longitud. Aquest illot està connectat amb l'extrem occidental de Mykines a través d'una passarel·la de 40 m de longitud. La part occidental de Mykineshólmur s'hi va construir un far el 1909.

## Fauna
La llebre de les neus (Lepus timidus) és una espècia present a l'illa introduïda pels humans. El ratolí comú de Mykines (Mus musculus mykinessiensis) és endèmic de l'illa. La presència d'aquesta espècie fa pensar en una introducció primerenca, potser ja al segle vi pels monjos irlandesos. El parent més proper del ratolí de Mykines era el ratolí de St Kilda (mus musculus muralis), ja extingit.
Hi ha un gran nombre de frarets i morus ts que habiten Mykines i Mykinesholm. A les roques properes a l'aigua hi ha colònies de corbs marins, mentre que les capes de tova erosionades dels penya-segats representen un espai de nidificació perfecte per a guillemots i gavots. A les capes d'herba que hi ha sobre els penya-segats, milers de frarets hi tenen el cau, i el seu guano fertilitza els vessants. L'accés a la colònia de frarets està subjecte a una tarifa.
Mykines, inclosa Mykineshólmur, ha estat declarada com a Àrea important per a la conservació de les aus per la BirdLife International, a causa de la seva importància com a lloc de cria de les aus marines. S'hi poden observar especialment fulmars boreals (50.000 parelles), baldrigues (2.500 parells), ocells de tempesta europeus (50.000 parelles), mascarells atlàntics (200 parelles), corbs marins emplomallats (250 parelles), gavinetes de tres dits (23.000 parelles), frarets atlàntics (125.000 parelles), somorgollaires comuns (9500 individus) i somorgollaires alablancs (200 parelles).

## Demografia

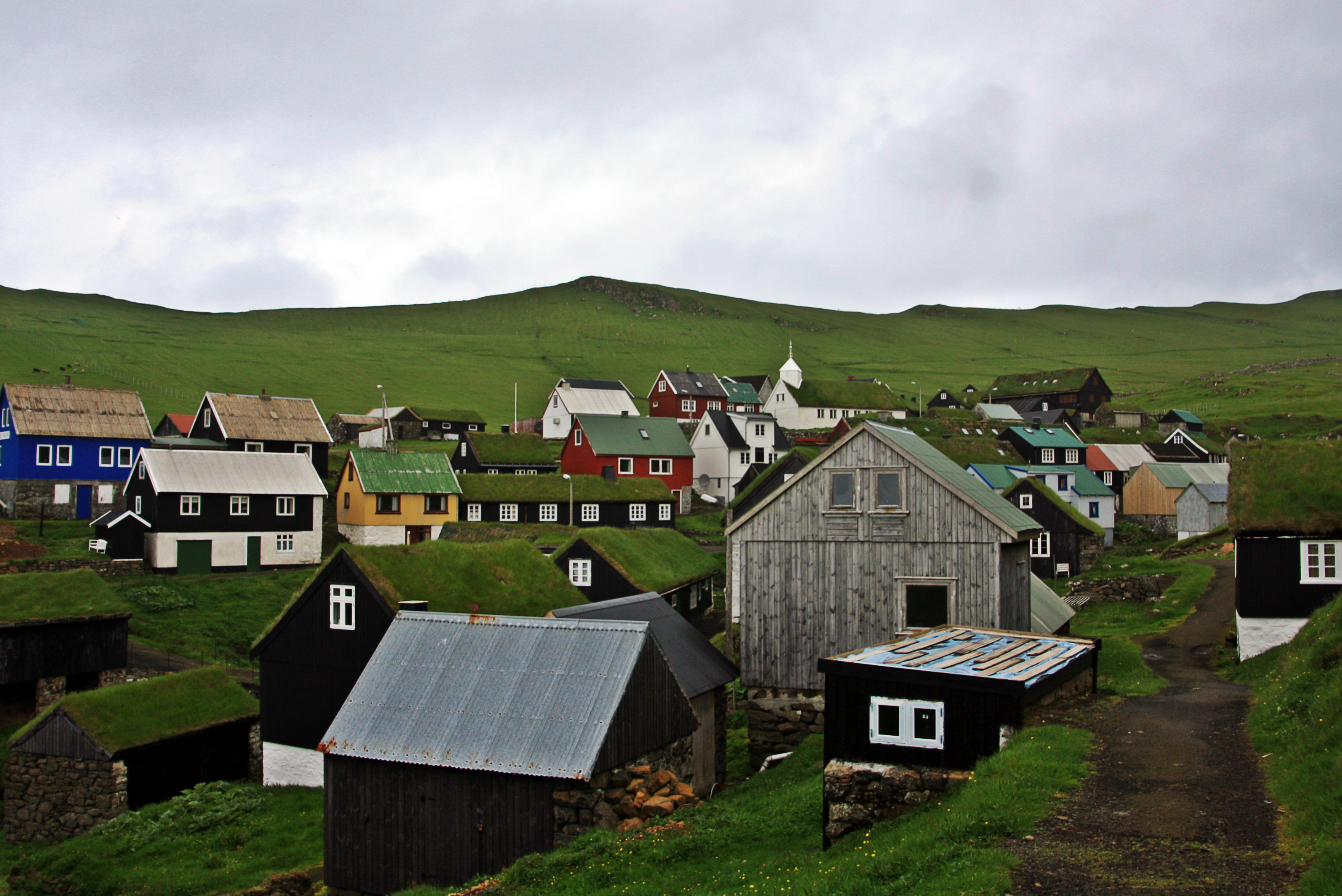
El poble de Mykines

La població de l'illa va disminuir dràsticament al llarg del segle xx. El 2004 el llogaret Mykines tenia tan sols 11 habitants (el més vell tenia 75 anys i el més jove en tenia 6). Tot i que hi ha 40 cases al poble, només sis estan habitades durant tot l'any. Mykines va ser un dels pobles més grans de les Illes Fèroe, amb una població de 170 persones el 1940. Del 1911 al 2004, Mykines va formar un municipi independent, però el 2005 es va fusionar administrativament amb Sørvágur. El pintor pintor Sámal Joensen-Mikines (1906-1979) és natural de l'illa.
| Any  | Habitants |
| ---- | --------- |
| 1769 | 61        |
| 1870 | 114       |
| 1890 | 154       |
| 1925 | 179       |
| 1940 | 170       |
| 2004 | 11        |
| 2012 | 14        |
| 2018 | 10        |
| 2020 | 16        |
| 2021 | 16        |

Mykines forma part del grup d'illes anomenades Útoyggjar (illes exteriors o perifèriques en feroès), que tenen en comú la mala comunicació amb la resta d'illes i escassa població.